# Pentarradiata estuariensis
Pentarradiata estuariensis är en nässeldjursart som beskrevs av Zamponi och Genzano 1989. Pentarradiata estuariensis ingår i släktet Pentarradiata och familjen Geryoniidae. Inga underarter finns listade i Catalogue of Life.